# Khaitan SC
Khaitan SC (arab. نادي خيطان الرياضي)  – kuwejcki klub piłkarski mający siedzibę w Kuwejcie. W sezonie 2020/2021 gra w Kuwait League (pierwsza liga).

## Opis
Klub został założony w 1965 roku. Po raz pierwszy do kuwejckiej ekstraklasy trafił po sezonie 2016/2017. Gra na Khaitan Stadium.